# اورا (میشیگان)
اورا (به انگلیسی: Aura) یک منطقهٔ مسکونی در ایالات متحده آمریکا است که در میشیگان واقع شده‌است. اورا ۲۵۱ متر بالاتر از سطح دریا واقع شده‌است.